# پول برگشتی (فیلم ۲۰۱۷)
پول برگشتی 
(به تلوگویی: Paisa Vasool) و (به انگلیسی: Money recovery) فیلمی هندی محصول سال ۲۰۱۷ و به کارگردانی پوری جاگاناد است. در این فیلم بازیگرانی همچون نانداموری بالاکریشنا، شریا سارن، موسکان ستهی، ویکرامجیت ویرک، کیرا دات و کبیر بدی ایفای نقش کرده‌اند.